# Łukasz Kardas (prezenter telewizyjny)
Łukasz Kardas (ur. 19 lutego 1975 w Łodzi) – dziennikarz, lektor, producent telewizyjny, z wykształcenia socjolog, ekspert w dziedzinie komunikacji i mediów. Laureat m.in. honorowego medalu Europejskiego BCC.
Od 1994 roku związany z Telewizją Polską. Pracował w Warszawskim Ośrodku Telewizyjnym. Następnie przez kilka lat (do roku 2006) pracował jako lektor Teleexpressu, a także prezenter Teleexpressu Junior. Producent Panoramy w TVP 2.
Wraz z uruchomieniem TVP Info został głównym producentem kanału. Wiceszef serwisów TVP Info. Od maja 2010 do lipca 2011 roku dyrektor TVP Info. Od lipca 2011 roku – dyrektor TVP Polonia, kanału satelitarnego Telewizji Polskiej SA. Nieprzerwanie pracuje jako lektor.
Politycznie kojarzony ze stowarzyszeniem Ordynacka.

## Życie prywatne
Jego żoną jest dziennikarka TVP Polonia Elżbieta Oppenauer-Kardas; ma dwie córki: Amelię i Olę (ur. 2009) oraz syna Szymona (ur. 2012).